# European Air Group
L’European Air Group (EAG) è un'organizzazione orientata all’ Air Power unica e indipendente, formata dalle forze aeree di 7 nazioni (Belgio, Francia, Germania, Italia, Paesi Bassi, Spagna e Regno Unito). L'EAG si concentra sul miglioramento dell'interoperabilità tra le forze aeree EAG e le altre nazioni partner. Questo viene realizzato attraverso progetti e studi atti a fornire soluzioni tangibili alle sfide dell'interoperabilità e, di conseguenza, migliorare le capacità delle forze aeree.

## Storia
Le origini dell'EAG risalgono alla Guerra del Golfo del 1991, durante la quale la Royal Air Force (RAF) del Regno Unito e l'Armée de l'Air (French Air Force o FAF) hanno lavorato a stretto contatto in una serie di operazioni. Successivamente le due forze aeree hanno collaborato nuovamente in missioni a sostegno delle Nazioni Unite nelle operazioni in ex Jugoslavia e in Bosnia-Erzegovina.
Alla luce di queste esperienze, la Francia e Regno Unito hanno compreso che per migliorare il loro livello di interoperabilità, era necessaria una nuova organizzazione che fornisse concentrazione e slancio. Di conseguenza l'intenzione di formare il Franco-British European Air Group (FBEAG) fu annunciata al vertice di Chartres nel 1994 e l'anno successivo la FBEAG fu ufficialmente inaugurata in una cerimonia congiunta che coinvolse il presidente francese Jacques Chirac e il primo ministro britannico John Major. Fin dall'inizio la parola "europeo" è stata inclusa nel titolo dell'organizzazione per consentire ad altre nazioni di aderire all'iniziativa.
Con l’evolversi del FBEAG fu deciso di invitare altre nazioni ad aderire quali membri “corrispondenti”, creando le condizioni per un accordo più duraturo. L'Italia è stata la prima nazione a presentare domanda di adesione, prontamente seguita da altre, e il 1º gennaio 1998 il nome del FBEAG è stato cambiato in "the European Air Group" (EAG). Nel Giugno 1998, il nuovo edificio della sede centrale è stato ufficialmente aperto presso la RAF di High Wycombe dal Segretario di Stato britannico per la Difesa, l'onorevole George Robertson MP, che l'anno successivo è diventato il Segretario generale della NATO.
Il nuovo EAG è stato formalmente riconosciuto dai Ministri di Francia e Regno Unito, Alain Richard e George Robertson, che hanno firmato congiuntamente l'accordo intergovernativo il 6 luglio 1998. Questa data segna il formale avvio dell'EAG, che si è rapidamente sviluppato sotto un Protocollo di modifica firmato il 16 giugno 1999 per consentire l'adesione di nuovi membri e raggiungere la sua attuale composizione di sette paesi: Belgio, Francia, Germania, Italia, Paesi Bassi, Spagna e Regno Unito.

## Organizzazione
L’European Air Group (EAG) è governato dall’EAG Steering Group (SG), composto dai Capi di Stato Maggiore delle Aeronautiche militari di ciascuna delle sette nazioni. Si riuniscono una volta all'anno per fornire indicazioni e orientamenti di alto livello su tutte le questioni relative all'EAG.
Uno staff permanente (PS) di 30 persone - 24 ufficiali e 6 sottufficiali, è istituito presso la Royal Air Force di High Wycombe nel Regno Unito. Il PS è responsabile dell'esecuzione e del coordinamento delle attività dell’EAG nel perseguimento degli obiettivi dell'organizzazione.
L'EAG è guidato dal Direttore dell’EAG (DEAG), il quale è Capo di Stato Maggiore dell’Aeronautica militare di una delle nazioni EAG. Poiché il DEAG risiede normalmente nella sua sede nazionale, il PS opera sotto la direzione e la guida del vicedirettore EAG (DDEAG), ovvero un Generale di Brigata nominato quale membro più anziano dello staff in sede stanziale presso l’EAG ad High Wycombe.
L'EAG PS è gestito dal Chief of Staff (COS) EAG, che supporta il DDEAG traducendo politiche, direttive e iniziative in progetti, compiti e attività del personale EAG nel dettaglio.

## Membri
- Regno Unito (1995)[1]
- Francia (1995)[1]
- Italia (2000)[10]
- Germania (2001)[10]
- Paesi Bassi (2001)[10]
- Spagna (2002)[10]
- Belgio (2004)[10]

### Partner
- Norvegia[11]
- Svezia[11]

### Associati
- Canada[11]
- Stati Uniti[11]
- Polonia[11]
- Australia[11]